# Karnobat
Pour l'obchtina, voir Karnobat (obchtina).
Karnobat (bulgare : Карнобат) est une ville de la province de Burgas, dans le Sud-Est de la Bulgarie. C'est le centre administratif de l’obchtina de Karnobat. En décembre 2009, la ville compte 18 480 habitants.